# Arthur (Ontario)
Pour les articles homonymes, voir Arthur.
Arthur est une petite ville située en Ontario au Canada.

## Démographie
| 2006  | 2011  | 2016  |
| ----- | ----- | ----- |
| 2 327 | 2 314 | 2 333 |